# رابرت هوفمان
رابرت هوفمان (انگلیسی: Robert Hoffmann؛ زادهٔ ۳۰ اوت ۱۹۳۹) بازیگر اهل اتریش است.
از فیلم‌ها یا برنامه‌های تلویزیونی که وی در آن نقش داشته است، می‌توان به زنان سیری‌ناپذیر، مرگ جنسیت ندارد، خاطرات یک اپراتور تلفن، سه اتاق در منهتن، شب‌های داغ دون ژوان و نبرد برای رم اشاره کرد.